# Don Adams
Don Adams, eg. Donald James Yarmy, född 13 april 1923 i New York, död 25 september 2005 i Los Angeles, Kalifornien, var en amerikansk skådespelare, mestadels i komiska roller.
Adams är mest känd för sin roll som den klumpige hemlige agenten Maxwell "Max" Smart (agent 86) i TV-serien Get Smart på 1960-talet. Denna roll fick han Emmy Awards tre år i rad för 1967 – 1969. En roll som han åter spelade 1995 när serien Get Smart återuppstod för ytterligare sju avsnitt. Serien skapades bland annat av Mel Brooks. 1983-1986 gjorde han Kommissarie Gadgets engelskspråkiga röst i TV-serien med samma namn.